# قلبي سهران (ألبوم)
قلبي سهران هو البوم للفنان اللبناني ايوان ، تم إصداره عام 2004.

## تفاصيل
يعد ألبوم قلبي سهران أول ألبومات ايوان. إذ حقق نجاح كبير في الدول العربية ولا سيما مصر وخاصة أغنية ذنبي ايه .

## قائمة الأغاني
- ذنبي ايه - 4:14
- قلبي سهران - 4:50
- اهلا وسهلا - 4:08
- قربني منك - 3:55
- دايما علي بالي - 4:46
- وحياة الحب - 3:57
- ليلة عيد - 5:23
- قلبه علي قلبي - 4:55
- اسال علي الشوق - 3:54
- ما عاد - 4:27
- بالف حاله - 3:52
- جلي دلوقتي - 3:44